# Gian Giuseppe Durini
Gian Giuseppe Durini di Monza (Gorla Minore, 17 gennaio 1875 – Tavernola, 27 ottobre 1958) è stato un nobile e politico italiano.

## Biografia
Nato in un'antica famiglia della nobiltà milanese, era figlio del conte Giulio Gaetano Durini di Monza (1839-1907) e di Carolina Candiani.
Nel 1929 e nel 1934  fu inserito tra i 400 deputati nominati dal Gran consiglio del fascismo.
Nel 1930, diresse insieme a Carlo Baragiola la spedizione transafricana Baragiola-Durini.
Il 6 febbraio 1943 fu nominato senatore del Regno, ma non prestò giuramento.